# Manuel Villalongín (Michoacán)
Manuel Villalongín es una población en el estado mexicano de Michoacán perteneciente al municipio de Puruándiro. 
Sus principales actividades económicas son la agricultura con cultivos de sorgo, maíz, camote, frijol, fresa, cebolla y alfalfa; y la ganadería con cría de ganado bovino, porcino, caprino, ovino, caballar y aves de corral. Su distancia de la cabecera municipal es de 20 km.